# 1000-km-Rennen von Dijon 1973

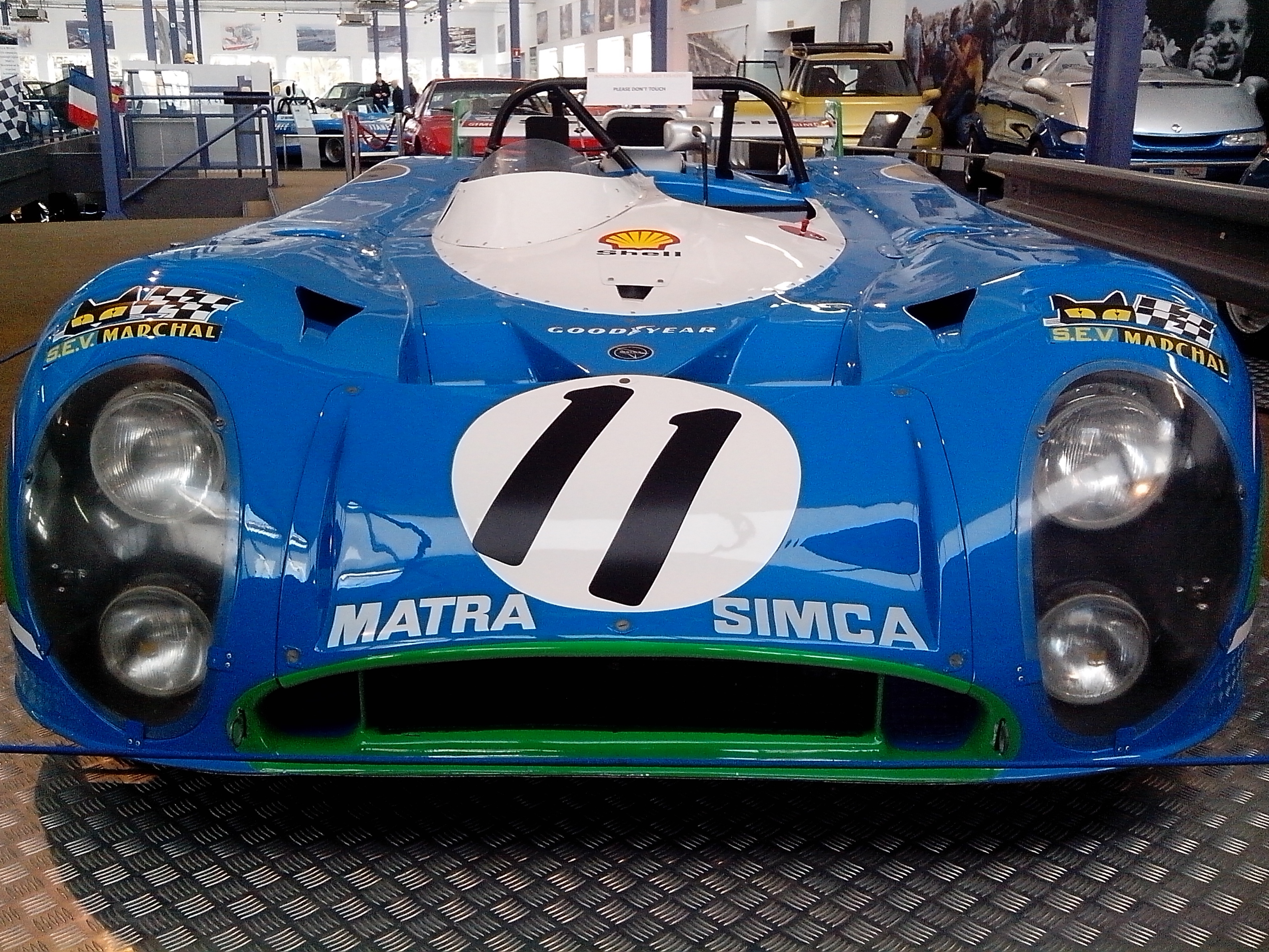
Matra-Simca MS670B

Das 1000-km-Rennen von Dijon 1973, auch Dijon 1000 Kilometres, Dijon, fand am 15. April auf dem Circuit de Dijon-Prenois statt und war der dritte Wertungslauf der Sportwagen-Weltmeisterschaft dieses Jahres.

## Das Rennen
Nach der Absage des 1000-km-Rennens von Brands Hatch zu Beginn der Saison kam das 1000-km-Rennen von Dijon erstmals in den Rennkalender der Sportwagen-Weltmeisterschaft. Den Verantwortlichen des Automobile Club of Bourgogne gelang es kurzfristig, auf dem neuen Circuit ein Langstreckenrennen zu organisieren. Da die 1972 eröffnete Rennbahn mit einer Streckenlänge von 3,209 km sehr kurz war, wurde die Teilnehmerzahl vom Veranstalter auf 20 Starter beschränkt, wenig für ein Sportwagenrennen über eine Distanz von 1000 Kilometern.
Die beiden gemeldeten Matra-Simca MS670B hatten unterschiedliche Getriebe. Während der Wagen von Jean-Pierre Beltoise und François Cevert mit einem Hewland-Getriebe ausgestattet war, hatten die Matra-Mechaniker in den MS670 von Henri Pescarolo und Gérard Larrousse ein ZF-Produkt eingebaut. Ferrari hatte die Ferrari 312PB überarbeitet, unter anderem erhielten die Wagen größere Lufteinlässe für die Motorkühlung. Fahrer waren Jacky Ickx, Brian Redman, Carlos Pace und Arturo Merzario. Zwei Mirage M6 meldete Gulf Racing für die Teams Mike Hailwood/Vern Schuppan und Derek Bell/Howden Ganley. In der GT-Klasse starteten drei Porsche Carrera RSR, darunter der Werkswagen von Herbert Müller und Gijs van Lennep.
Das Rennen endete mit einem Sieg des Matra von Henri Pescarolo und Gérard Larrousse, die einen Einsatz ohne Zwischenfälle hatten. Beide Ferrari 312PB hatten Beschädigungen an der Karosserie, die sie sich bei Überrundungen zugezogen hatten. Dennoch erreichten Jacky Ickx und Brian Redman den zweiten Gesamtrang.

## Ergebnisse

### Schlussklassement
| 1                  | S 3.0 | 2  | Equipe Matra-Simca               | Henri Pescarolo Gérard Larrousse     | Matra-Simca MS670B  | 312 |
| 2                  | S 3.0 | 3  | Spa Ferrari SEFAC                | Jacky Ickx Brian Redman              | Ferrari 312PB       | 311 |
| 3                  | S 3.0 | 1  | Equipe Matra-Simca               | François Cevert Jean-Pierre Beltoise | Matra-Simca MS670B  | 308 |
| 4                  | S 3.0 | 4  | Spa Ferrari SEFAC                | Carlos Pace Arturo Merzario          | Ferrari 312PB       | 308 |
| 5                  | S 3.0 | 5  | Gulf Racing                      | Mike Hailwood Vern Schuppan          | Mirage M6           | 303 |
| 6                  | S 3.0 | 10 | Scuderia Filipinetti             | Reine Wisell Jean-Louis Lafosse      | Lola T292           | 290 |
| 7                  | S 3.0 | 11 | Jolly Club                       | Giorgio Pianta Pino Pica             | Lola T280           | 281 |
| 8                  | S 3.0 | 8  | Porsche Club Romand              | Claude Haldi Juan Fernández          | Porsche 908/03      | 271 |
| 9                  | GT    | 26 | Martini Racing Team              | Herbert Müller Gijs van Lennep       | Porsche Carrera RSR | 266 |
| 10                 | GT    | 27 | Porsche Kremer Racing            | John Fitzpatrick Paul Keller         | Porsche Carrera RSR | 263 |
| 11                 | GT    | 28 | Porsche Club Romand              | Bernard Chenevière Peter Zbinden     | Porsche Carrera RSR | 257 |
| 12                 | S 3.0 | 15 | Wicky Racing Team                | Max Cohen-Olivar André Wicky         | Porsche 908/02      | 219 |
| Ausgefallen        |       |    |                                  |                                      |                     |     |
| 13                 | S 2.0 | 19 | Barclays International Team Lola | Guy Edwards Jim Busby                | Lola T292           | 194 |
| 14                 | S 3.0 | 6  | Gulf Racing                      | Derek Bell Howden Ganley             | Mirage M6           | 184 |
| 15                 | S 3.0 | 7  | Reinhold Joest                   | Reinhold Joest Mario Casoni          | Porsche 908/03      | 131 |
| 16                 | S 3.0 | 14 | Automobiles Ligier               | Jean-Pierre Jarier Jean-Pierre Paoli | Ligier JS2          | 122 |
| 17                 | S 3.0 | 9  | Rouveyran Racing                 | François Migault Daniël Rouveyran    | Lola T280           | 85  |
| 18                 | S 2.0 | 20 | Racing Enterprises               | Jorge de Bagration José Juncadella   | Chevron B23         | 37  |
| 19                 | GT    | 30 | Franco-Brittanic                 | Jean Vinatier Guy Chasseuil          | De Tomaso Pantera   | 36  |
| Nicht qualifiziert |       |    |                                  |                                      |                     |     |
| 20                 | S 3.0 | 12 | Jolly Club                       | Giorgio Schön Jean Canonica          | Lola T292           | 1   |

1 nicht qualifiziert

### Nur in der Meldeliste
Zu diesem Rennen sind keine weiteren Meldungen bekannt.

### Klassensieger
| Klasse | Fahrer                  | Fahrer           | Fahrzeug            | Platzierung im Gesamtklassement |
| ------ | ----------------------- | ---------------- | ------------------- | ------------------------------- |
| S 3.0  | Henri Pescarolo         | Gérard Larrousse | Matra-Simca MS670B  | Gesamtsieg                      |
| S 2.0  | kein Teilnehmer im Ziel |                  |                     |                                 |
| GT     | Herbert Müller          | Gijs van Lennep  | Porsche Carrera RSR | Rang 9                          |

### Renndaten
- Gemeldet: 20
- Gestartet: 20
- Gewertet: 12
- Rennklassen: 3
- Zuschauer: unbekannt
- Wetter am Renntag: warm und trocken, leichter Regen am Rennende
- Streckenlänge: 3,209 km
- Fahrzeit des Siegerteams: 5:34:37,100 Stunden
- Gesamtrunden des Siegerteams: 312
- Gesamtdistanz des Siegerteams: 1001,208 km
- Siegerschnitt: 197,525 km/h
- Pole Position: François Cevert – Matra-Simca MS670B (#1) – 0:59,400 = 194,485 km/h
- Schnellste Rennrunde: François Cevert – Matra-Simca MS670B (#1) – 1:00,600 = 190,634 km/h
- Rennserie: 3. Lauf zur Sportwagen-Weltmeisterschaft 1973
- Rennserie: 1. Lauf der Spanischen Rundstrecken-Meisterschaft 1973